# Giuseppe Lupis
Giuseppe Maria Filipponeri Lupis (Ragusa, 28 marzo 1896 – Roma, 19 ottobre 1979) è stato un giornalista e politico italiano del Partito Socialista Democratico Italiano.

## Biografia
Nato in Via Casino 57 (oggi Corso Vittorio Veneto)  da Francesca Scrofani (1865) e dal professore della scuola tecnica Gaetano Lupis (1850) .
Laureato in giurisprudenza, a seguito delle persecuzioni subite durante il Fascismo andò esule negli Stati Uniti a Brooklyn  con la moglie Lucy (o Lucia), ove entrò a far parte della comunità degli antifascisti italiani, insieme al futuro Presidente della Repubblica, il socialdemocratico Giuseppe Saragat, fondando e dirigendo il mensile politico bilingue "Il Mondo" dal 1938 al 1946.
Nel dopoguerra, sotto il governo di Ferruccio Parri, fu nominato componente della Consulta nazionale, assemblea legislativa di natura provvisoria e non elettiva istituita allo scopo di sostituire il parlamento del Regno del Sud. Fu poi eletto membro della Costituente e sette volte deputato e membro di numerosi governi, in qualità di sottosegretario o ministro.
Fu Presidente della Federazione Nazionale Stampa Italiana dal 21 gennaio 1955 al 30 aprile 1956.
Ricoprì dal 1954 fino alla sua morte la carica di direttore della "Fondazione Figli degli Italiani all'Estero".
Il 1º settembre 1977 si risposò con Valeria Salvatori.

## Incarichi di governo
- Sottosegretario agli Affari Esteri nel Governo De Gasperi III, Fanfani II e IV, Moro I, II e III;
- Ministro della Marina Mercantile nel Governo Rumor I e Andreotti II
- Ministro del Turismo e Spettacolo nel Governo Rumor III
- Ministro senza portafoglio con delega a capo della delegazione all'ONU del Governo Colombo e Rumor IV
- Ministro senza portafoglio con delega per i beni culturali e l'ambiente nel Governo Rumor V

## Riconoscimenti
- Nel decennio successivo alla sua morte a Linera, frazione di Santa Venerina, in provincia di Catania gli è stata dedicata una piazza cittadina.